# 대한민국 헌법 제3장
대한민국 헌법 제3장 국회는 대한민국 헌법의 의회 부분이다.

## 구성
- 제40조 입법권
- 제41조 국회의 구성
- 제42조 국회의원의 임기
- 제43조 국회의원의 겸직 제한
- 제44조 국회의원의 불체포특권
- 제45조 국회의원의 발언 및 표결의 원외 면책
- 제46조 국회의원의 의무
- 제47조 정기회와 임시회
- 제48조 의장과 부의장
- 제49조 의결정족수와 의결 방법
- 제50조 의사 공개의 원칙
- 제51조 회기 계속의 원칙
- 제52조 법률안 제출권
- 제53조 법률의 공포, 대통령의 재의 요구, 법률안의 확정과 발효
- 제54조 예산안의 심의와 확정, 의결기간 경과시의 조치
- 제55조 계속비와 예비비
- 제56조 추가경정예산
- 제57조 지출예산 각 항의 증액과 새 비목의 설치 금지
- 제58조 국채모집 등에 대한 의결권
- 제59조 조세의 종목과 세율
- 제60조 조약과 선전포고 등에 관한 동의
- 제61조 국정에 관한 감사·조사권
- 제62조 국무총리 등의 국회 출석
- 제63조 국무총리 및 국무위원 해임 건의권
- 제64조 국회의 자율권
- 제65조 탄핵소추권과 그 결정의 효력

## 같이 보기
- 대한민국의 헌법
- 대한민국 국회